# Proteína homóloga
Proteínas homólogas são proteínas que derivam de um "ancestral comum". Podem estar presentes numa mesma espécies, tendo derivado por duplicação de genes no genoma de um organismo, por paralogia; ou em espécies diferentes, estando o ancestral comum da proteína presente na espécie ancestral comum às duas espécies.

## Recursos sobre superfamílias de proteínas
Varias bases de dados biológicas documentam as superfamílias proteicas e enovelamentos proteicos; como por exemplo:
- Pfam - Base de dados de famílias proteicas de alinhamentos e de HMMs[1]
- PROSITE - Base de dados de domínios de proteínas, famílias e sítios funcionais[2]
- InterPro - SuperFamily Classification System[3]
- PASS2 - Protein Alignment as Structural Superfamilies v2
- SUPERFAMILY - Biblioteca de HMMs que representa superfamílias e bases de dados de anotações (superfamílias e famílias) para todos os organismos totalmente sequenciados[4]
- SCOP e CATH - Classificações de estruturas de proteínas em superfamílias, famílias e domínios[5][6]

Igualmente, existe algoritmos que obtém no PDB proteínas com homologia estrutural com uma estrutura central dada; por exemplo:
- DALI - Alinhamento estrutural baseado num método de matriz de alinhamento de distância.[7]